# Jetřichovické stěny

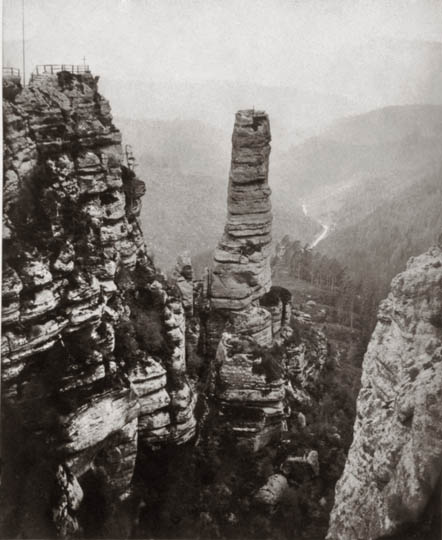
Mały Stożek

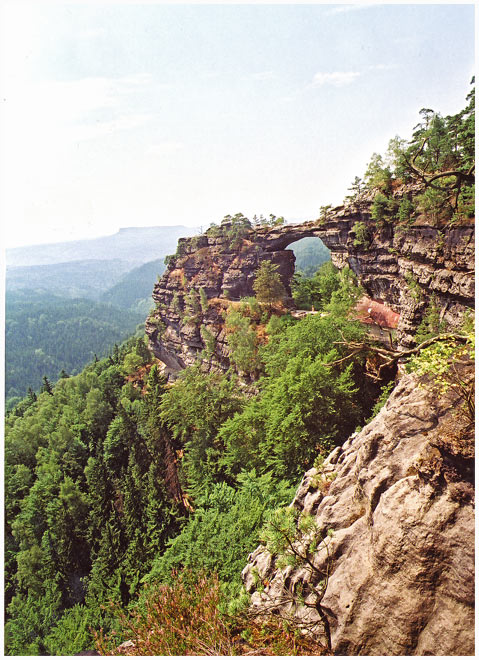
Pravčická brána

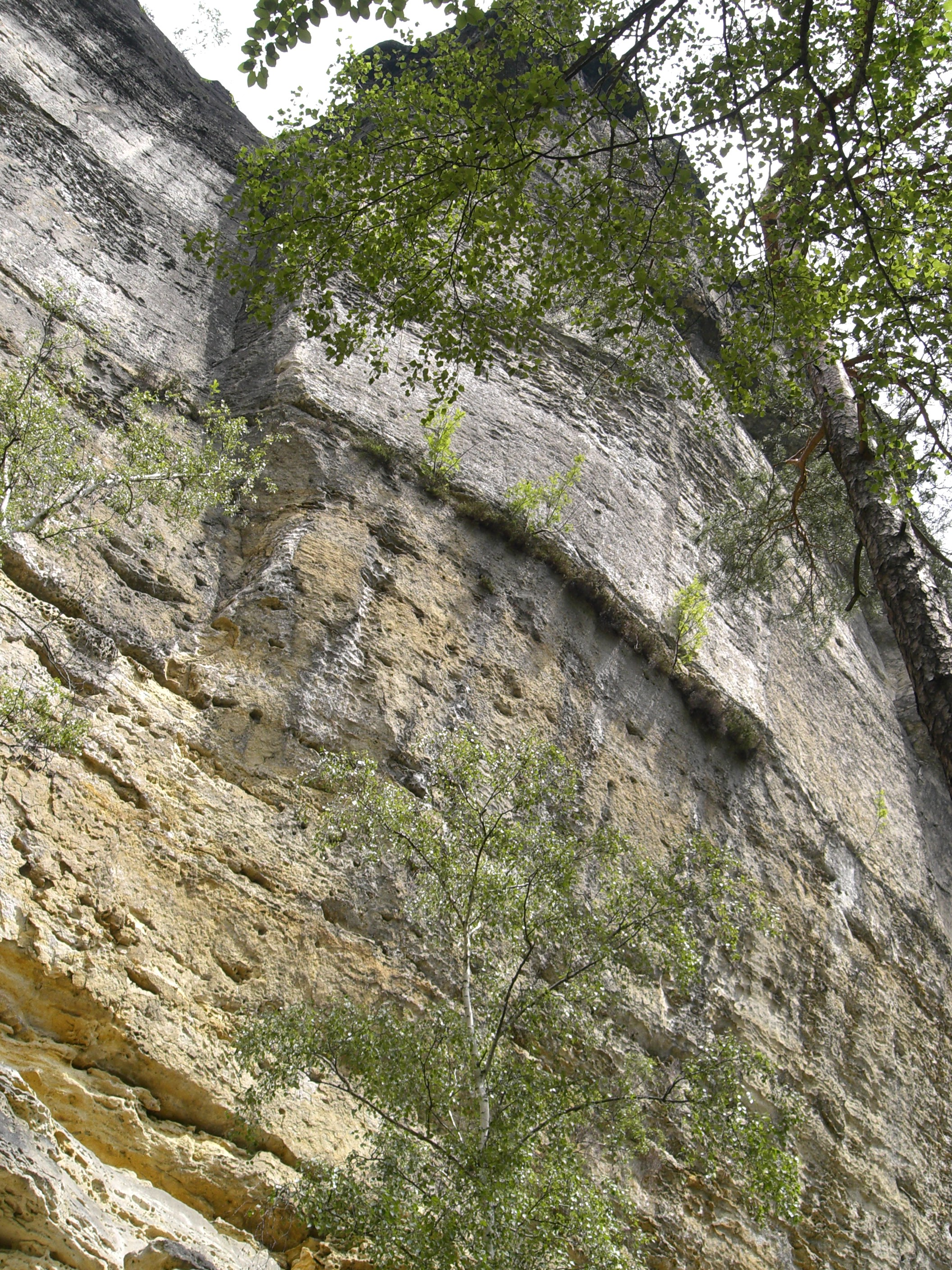
Piaskowiec z widocznymi warstwami

Jetřichovické stěny – obszerny zespół formacji skalnych w Czechach. Jetřichovické stěny położone są w północnych Czechach, w północno-wschodniej części Wyżyny Dieczyńskiej (czes. Děčínská vrchovina), w  południowo-wschodniej części obszaru Parku Narodowego Czeska Szwajcaria (NP České Švýcarsko), na północ od miejscowości Jetřichovice. Należą do krainy geograficznej Łabskie Piaskowce (Labské pískovce).

## Charakterystyka
Jetřichovické stěny są unikatem przyrody nieożywionej z niezwykłymi formacjami skalnymi na północnym skraju potężnej, mezozoicznej płyty piaskowcowej, pochodzącej ze środkowego turonu (ok. 90 mln lat temu). Na skutek procesów erozyjnych i denudacyjnych utworzyły się liczne skalne formy: słupy, wieże, ściany, jary, wąwozy, kaniony, wąskie korytarze. Obszar uznawany jest za najpiękniejszy teren w Czeskiej Szwajcarii z piaskowcowym "skalnym miastem", skalnymi ścianami, odosobnionymi skałami w kształcie kominów, wież i słupów. Piaskowcowe skały masywu dochodzą do wysokość 490 m n.p.m. W masywie wyróżnia się dwie części, wyższą i niższą. Wyższa, wschodnia część określana jest jako Jetřichovické skály. Najwyższe wzniesienia tej części to Bor (448 m n.p.m.), Jedlina (490 m n.p.m.) oraz Limberk (486 m n.p.m.), a najciekawszymi skałami są Mariina skála (428 m) i Vilemínina stěna (439 m). W zachodniej części występują inne formy skalne, należy do nich naturalny most skalny Brama Pravčicka. U południowego podnóża skał położona jest miejscowość Jetřichovice. Jetřichovické stěny stanowią jedną z atrakcji turystycznych Czeskiej Szwajcarii.

## Budowa
Jetřichovické stěny zbudowane są ze skał osadowych piaskowców oraz margli, skał ilasto-wapiennych, ułożone na przemian jedne na drugich, które tworzą wyraźne odrębne warstwy, różniące się odpornością. W twardych, lecz spękanych piaskowcach proces erozji przebiegał trudniej, a w miękkich i łatwo rozpuszczalnych marglach szybciej. Partie szczytowe form skalnych tworzą mocne piaskowce, a ich pionowe, urwiste zbocza mniej odporne skały. W okolicy skały Rudolfův kámen górna część skał zbudowana jest z miękkiego piaskowca o większej zawartości żelaza.

## Rzeźba
Rzeźbę Jetřichovických stěn charakteryzuje silnie rozczłonkowany działalnością erozyjną i denudacyjną obszar. Bezpośredni wpływ na rzeźbę miały uwarunkowania tektoniczne i litologiczne oraz warstwową sedymentacja. Wyraźnymi rysami rzeźby są strukturalne grzbiety, powulkaniczne wtrącenia i głęboko wcięte kanionowate doliny rzek Kamenice i Křinice oraz ich dopływów.

## Powstanie
Jetřichovické stěny powstały przed 90 mln lat w mezozoiku, w okresie kredy. W morzu, które w tamtym czasie zalegało ten obszar, osadziły się warstwy piaskowca. Warstwy wzmocnione najróżniejszym lepiszczem podlegały przez wiele milionów lat procesom metamorficznym. Kilkadziesiąt milionów lat później po ustąpieniu morza, wskutek działalności wulkanicznej na sąsiednim Czeskim Średniogórzu, doszło do ruchów warstw ziemi. Gruba płyta warstw piaskowca układem załamań i spękań została podzielona na kry. Warstwowa budowa skał oraz selektywne i stopniowe z biegiem czasu wietrzenie, erozja, działanie wody i sedymentacja materiału skalnego, wytworzyły morfologiczne urozmaiconą przestrzeń między doliną Łaby a Łużyckimi Górami z głębokimi kanionami, wzniosłymi ścianami, skalnym miastem i różnorodnymi formami skalnymi.
Wtórna erozyjna działalność rzek Kamenice i Křinice w piaskowcach środkowego turonu i początkowego koniaku, wytworzyła głębokie i wąskie kaniony.

## Ciekawe miejsca
- Jetřichovice
- Mariina skála
- Falkenštejn
- Šaunštejn
- Rudolfův kámen
- Vilemínina stěna
- Brama Pravčicka
- Malá Pravčická brána
- Rudolfův kámen
- Dolský mlýn
- Edmundova soutěska
- Divoká soutěska

## Turystyka
Przez Jetřichovické stěny przechodzi szlak turystyczny.
- czerwony – odcinek europejskiego długodystansowego szlaku pieszego E3.